# Еруда (посёлок)
Е́руда — упразднённый посёлок в Северо-Енисейском районе Красноярского края России.
До 2001 года на уровне муниципального устройства и до 2005 года на уровне административно-территориального устройства являлся административным центром Ерудинского сельсовета.

## История
Упразднён в 2015 году.
18 мая 2020 года гендиректор золотодобывающей компании «Полюс» Павел Грачев сообщил, что в посёлке Еруда у 866 работников принадлежащего ему Олимпиадинского горнообогатительного комбината выявили заражение коронавирусной инфекцией COVID-19. 19 мая на сайте Минобороны появилось сообщение о том, что военнослужащие Центрального военного округа развернули в посёлке Еруда полевой мобильный госпиталь на 100 коек.

## Население
1. Н/Д[9]

## Экономика
Вблизи посёлка расположено крупнейшее в России действующее Олимпиадинское золоторудное месторождение, на базе которого действуют горнообогатительный комбинат и золотоизвлекательная фабрика, принадлежащие золотодобывающей компании «Полюс Золото». Также работают молочный и колбасный заводы, хлебозавод.

### Михаил Прохоров
Весной 2009 года богатейший на тот момент человек России, предприниматель и владелец холдинга «Группа ОНЭКСИМ» (которому, в частности, принадлежал крупный пакет акций «Полюс Золота») Михаил Прохоров зарегистрировался в качестве налогоплательщика в посёлке Еруда. Бизнесмен должен уплатить в Еруде налог на доходы физических лиц со сделки по продаже более чем за $5 млрд Владимиру Потанину 50 % акций совместной компании — «КМ инвест». Бюджет Красноярского края и Северо-Енисейского района в результате этого пополнился в 2009 году на сумму около 16 млрд руб. В 2013 году Прохоров продал свой пакет акций «Полюс Золота», но из Еруды выписываться не стал.
В конце 2014 года Прохоров в интервью красноярскому «12 каналу» сообщил, что сменил место прописки с Еруды на Москву.

## Культура
Имеются клуб, спортивный зал,. Ранее работавшие школа и детский сад закрыты с 2008 года.